# Gorra de beisbol

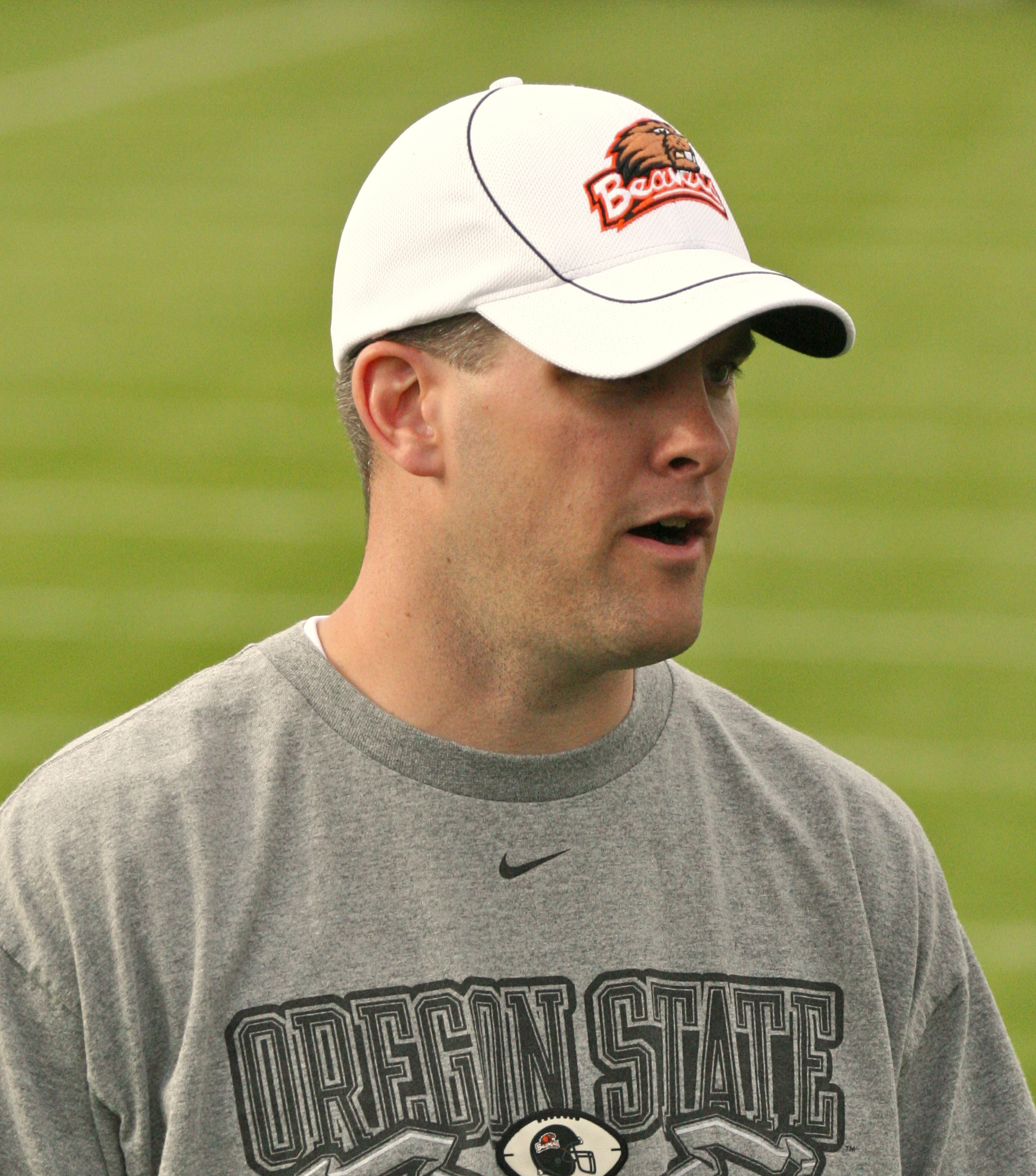
Jugador amb la seva gorra de beisbol.

La gorra de beisbol és un tipus de gorra de copa semiesfèrica i visera prominent, que pot ser corbada o plana. Modernament la part posterior de la gorra pot ser de plàstic, veta adherent, o d'ajustament elàstic per permetre ajustar-se fàcilment a les dimensions del cap de qui la utilitza.
La gorra de beisbol és una part de l'uniforme tradicional utilitzat pels jugadors del joc de beisbol, amb la visera apuntant cap endavant per protegir els ulls contra el sol. La gorra s'utilitza sovint en l'àmbit esportiu, especialment als Estats Units, Canadà, Veneçuela, Brasil, Panamà, Perú, Uruguai i Japó

## Història
El 1860, Brooklyn Excelsiors van crear el precursor de la gorra de beisbol moderna arrodonida, i el 1900, l'"estil de gorra de Brooklyn" es va fer popular. Durant la dècada de 1940, el cautxú es va convertir en el material amb el qual es fabricava l'interior de la gorra i així va néixer la gorra de beisbol moderna. La "visera" va ser dissenyada per protegir del sol els ulls del jugador. Normalment, la visera era molt més curta en les gorres de beisbol antigues. A més a més, la gorra avui dia posseeix una forma més estructurada, en comparació de la gorra flexible dels segles XIX i XX. La gorra de beisbol va ser i és encara una peça de la indumentària important per identificar els equips. Sovint va acompanyada del logotip, la mascota, o les inicials de l'equip. En general, la gorra ha estat fabricada amb el disseny i els colors oficials d'un equip en particular.
La forma bàsica, com la visera corba, és similar a alguns estils de gorres del segle xix.

## Disseny
Les gorres de beisbol a mida, les que no tenen ajustador, normalment van cosides en sis seccions, i poden tenir adossat un botó folrat de tela en la part superior. Es cusen o es fixen traus de metall o traus de tela en la part superior de cadascuna de les sis seccions de la tela per proporcionar ventilació. En alguns casos, les seccions de la part superior estan fetes de material de malla reticular per millorar la ventilació.
Les gorres de beisbol es fabriquen en molts tipus de material i té formes en diversos estils per a diferents propòsits. Els jugadors de les lligues majors i menors vesteixen gorres d'estil clàssic fetes de llana (o, més recentment, de polièster) amb el logotip i els colors de l'equip; el logotip és generalment brodat en tela.

## Moda
A partir de la dècada de 1980, la gorra de beisbol es va associar amb directors de cinema, especialment Spike Lee i Steven Spielberg, reemplaçant la boina. Les gorres de beisbol van ser moda quan es van decorar amb brodats, pegats, traus de metall, lluentons, etc.
És molt comú el seu ús entre els joves, principalment els homes.